# استانيزلاو ستروواي
استانيزلاو ستروواي (بالإسبانية: Estanislao Struway) (مواليد 25 يونيو 1968) هو لاعب كرة قدم. يلعب مع منتخب باراغواي لكرة القدم. سبق له أن لعب في كأس العالم لكرة القدم مع منتخب بلاده.

## روابط خارجية
- استانيزلاو ستروواي على موقع قاعدة بيانات كرة القدم.إي يو (الإنجليزية)
- استانيزلاو ستروواي على موقع ناشيونال فوتبول تيمز (الإنجليزية)
- استانيزلاو ستروواي على موقع عالم كرة القدم.نت (الإنجليزية)